# رنه فدوتووا
رنه فدوتووا (انگلیسی: Renāte Fedotova؛ زادهٔ ۱۲ دسامبر ۱۹۹۶) بازیکن فوتبال اهل لتونی است.
از باشگاه‌هایی که در آن بازی کرده‌است می‌توان به باشگاه فوتبال لیپایاس متالورگس اشاره کرد.
وی همچنین در تیم‌های ملی فوتبال Latvia women's national under-17 football team, Latvia women's national under-19 football team، و Latvia women's national football team بازی کرده‌است.